# Liste des meubles héraldiques
La liste des meubles héraldiques se compose de trois sortes de meubles :
1. Les meubles spécifiquement héraldiques : ils n'ont pas d'existence hors des blasons (exemple : le roc d'échiquier).
2. Les meubles dont la représentation héraldique est très codifiée, la ressemblance avec leurs modèles non héraldiques pouvant être très éloignée, voire complètement différente (exemple : le léopard, la feuille d'ortie…).
3. Les meubles parfaitement reconnaissables, mais d'utilisation très fréquente (exemple : la tour, l'épée…).

Étant donné que tout objet, tout être vivant peut figurer comme meuble dans un blason, la liste ci-après risquerait de tendre vers l'infini si elle ne se limitait pas à ces trois catégories.
Donc, merci de ne compléter cette liste qu'en observant les critères ci-avant.
- Haut – A
- B
- C
- D
- E
- F
- G
- H
- I
- J
- K
- L
- M
- N
- O
- P
- Q
- R
- S
- T
- U
- V
- W
- X
- Y
- Z

## A

### Abeille
L'abeille (ou mouche à miel) est représentée montante, vue de dos, avec les pattes étendues et les ailes entrouvertes. Elle est volante quand elle est stylisée ailes ouvertes.
En héraldique d’Empire, les princes (non souverains) portaient un chef d’azur semé d’abeilles d’or.

### Agneau
Petit mouton.
- Voir mouton.

### Agneau pascal
Figuration d'un agneau porte-étendard, qui tient par ses pattes de devant (ou seule de sa dextre) la bannière du Christ (normalement frappée d'une croix de gueules sur fond d'argent ; une exception est Perth, dont l'agneau pascal tient la bannière de l'Écosse). L'agneau pascal est normalement représenté passant. Il est souvent représenté la tête entourée d'une auréole, dont on indique l'émail en précisant qu'il est nimbé ou auréolé.
D'azur à l'agneau pascal nimbé (ou auréolé) d'or.
De gueules à un agneau pascal d’argent nimbé et onglé d’or (Brixen).
D'azur à un agneau pascal la tête contournée d'argent sur une terrasse de sinople (Grasse).

### Aire
Nid de certains oiseaux, pélican, cygne…
- Voir oiseau.

### Alcyon
Oiseau de mer ou de marécage ressemblant vaguement à un cygne, représenté dans son nid flottant sur les ondes. On le nomme parfois martin-pêcheur. Oiseaux, nid et ondes sont par défaut de la même couleur. On précise flottant sur une onde de… si les ondes qui le supportent sont d'une couleur différente.

### Alérion
Aiglon ou petit aigle stylisé caractérisé par l'absence de bec et de serres, généralement représenté le poitrail visible et les ailes étendues, parfois abaissées.
D'or, à la bande de gueules, chargée de trois alérions d'argent, qui est de Lorraine.

### Amour
Sorte d'angelot, figure de Cupidon, représentée sous la forme d'un petit enfant, avec deux ailes dans le dos, et muni d'un arc et d'un carquois rempli de flèches.

### Amphisbène
Figure de fantaisie représentant un dragon (serpent ailé et membré), dont la queue, qui forme une volute, se termine également par une tête de serpent (ce qui en fait une à chaque extrémité). L'amphisbène peut recevoir les attributs des carnivores et des êtres ailés.
D'argent à une amphisbène de gueules.

### Amphistère ou amphystère
Serpent ailé.

### Ancre
L'ancre est ordinairement posée en pal. La tige de l’ancre s’appelle une stangue ou flanque, la traverse du haut une trabe ; quant à la corde passée dans l'anneau, on l'appelle une gumène. L'ancre bouclée est munie de son anneau supérieur (organeau) et parfois d'un autre en bas.
L'ancre renversée est le symbole des bateliers (marine d'eau douce).

### Ange
Les anges sont représentés sous la forme d'une jeune fille revêtue d'une longue dalmatique. Leurs ailes sont presque toujours tournées la pointe vers le bas, c’est-à-dire qu'elles sont abaissées.
L’archange Saint Michel se reconnaît au fait qu’il est armé (quand il n’est pas occupé à terrasser un dragon).
D’azur à un Saint Michel d’argent nimbé d’or, tenant un glaive flamboyant de gueules et un bouclier du même, qui est de Kiev.

### Angelot
Ange aux traits d'enfant.
- Voir aussi amour.

### Angemme
Fleur imaginaire formée de quatre à dix pétales semblables à ceux de la quintefeuille, au format sujet à débat parmi les héraldistes. Elle est percée au centre et laisse donc voir le champ. L'angemme n'est ni tigée, ni feuillée. Dite aussi angenne ou angenin, ce meuble est très rare et souvent donné pour une rose ou quintefeuille.

### Anguille
Poisson dont le corps est toujours ondulé.

### Anille
Du bas latin anilla, de anicula, « petite vieille », et par extension, béquille.
Figure formée par deux courbes en forme de « C », adossées et liées ensemble par une ou deux traverses. L'anille paraît avoir pour origine l'ancre ou agrafe en fer, ou fer d'ancrage, qui sert à soutenir les murs (cf. croix ancrée).
Ce nom désigne aussi, à tort ou à raison, le fer-de-moulin, qui présente un carré vide central, et ce, même dans des textes non héraldiques.

### Anneaux
Cercle uni ou orné de pierreries. Un anneau unique posé dans l'écu s'appelle un cyclamor (terme désuet).

### Annelet
Petit anneau. Les annelets sont toujours posés en nombre. Ils sont parfois entrelacés, ou concentriques.
De gueules à six annelets d'or, qui est de Prunelé.

### Aquilon
Tête d'enfant ou angelot joufflu qui paraît souffler avec violence un vent du Nord. Les jets d'airs sont figurés avec la même couleur que la tête.

### Arbalète
Arme composée d’un arc monté sur un fût. Sa position est d’être en pal, le manche vers le bas. Elle lance des petits projectiles carrés appelés carreaux (d'arbalète).

### Arbre
L'arbre est normalement représenté touffu laissant voir la naissance de ses racines. Quand il montre ses racines, il est arraché. On peut lui couper les branches (ébranché, écoté) ou le haut du tronc (tronqué). Il est futé quand son tronc est d'un émail particulier.
D'or à un arbre terrassé de sinople.
Planté sur une terrasse normalement mouvante de la pointe de l’écu, il est dit terrassé.
Si son feuillage est réparti en groupes, on le dit étagé en précisant le nombre d'étages. Sans feuilles, il est dit effeuillé.
Les arbres d'une espèce particulière sont représentés avec les feuilles et/ou fruits qui les caractérisent.
- Voir aussi plante.

### Arc
L'arc est normalement représenté en pal la corde à dextre.
Posé en fasce, la corde en dessous, il est dit couché.
Il est dit cordé quand sa corde est d'une couleur différente.
Deux arcs sont adossés quand, en pal, les cordes sont vers les flancs ; affrontés quand les cordes voisinent au centre. Ceci se déduit de la position par défaut (corde à dextre, et dans un affronté, c'est le meuble de dextre qui est contourné). Ceci est souvent source d'erreur.

### Arc-en-ciel
Il peut être en fasce ou en bande (ou en barre), burelé d'or, de gueules, de sinople et d'argent. Normalement mouvant des bords de l'écu.

### Arche
Voir pont.
L'arche de Noé est représentée sous forme d'une barge sans voiles, surmontée d'une maison basse.

### Argus
Représenté sous forme d'une tête de carnation semée d'yeux. Surnommé panoptès (« qui voit tout »), du nom d'un prince argien doté de cent yeux, dont cinquante étaient toujours ouverts. Symbolise un homme très clairvoyant, ou un surveillant sans faille, que l'on ne peut pas abuser.

### Avant-mur
Portion de muraille posée à dextre ou à sénestre d'une tour, généralement mouvant du flanc de l'écu.

## B

### Badelaire
Cimeterre à lame courte et large, recourbée vers la pointe.

### Balance
Toujours à deux plateaux.

### Bar
L'héraldique a conservé l'ancien terme de bar pour désigner le barbeau. Il est allongé, représenté de profil, généralement posé en pal et courbé. Les bars figurent souvent en paire et adossés.
De gueules à deux bars adossés d'or (Ferrette).

### Barbeau
Synonyme de bar.

### Basilic
Dragon à tête de coq. De plus, les ailes du basilic sont préférentiellement formées de plumes, et non membraneuses comme celles du dragon.
D’argent au basilic de sable, couronné, becqué et armé d’or, lampassé, ailé et dardé de gueules, qui est de Kazan.

### Bateau
- Voir navire.

### Bâtiment
Les principaux bâtiments sont la tour, le château (forteresse formée de plusieurs tours), qui peuvent être donjonnés, le pont. Ils peuvent être augmentés d'un avant-mur.
Le bâtiment est ajouré pour les fenêtres, ouvert pour la porte, maçonné pour les joints de pierre (quand ils sont très apparents). Il est couvert quand il est couvert d'un toit de même émail, et essoré quand ce toit est d'un émail différent. Il peut être girouetté quand il est surmonté d'une girouette, qui prend la forme d'un pennon ou d'une bannière, et peut être d'un émail différent.
Les châteaux germaniques sont généralement mouvants de la pointe, alors que ceux de Méditerranée (typiquement celui de Castille) sont alaisés, ce qui est la position normale. Dans le doute, il vaut mieux blasonner que le château est mouvant de la pointe.
De gueules au château hersé d’argent mouvant de la pointe, à trois tours essorées d’or, qui est de Salzbourg.
D’azur au château d’argent mouvant de la pointe, ouvert d’or, qui est de Cracovie.
La porte est hersée quand elle est munie d'une herse normalement ouverte, coulissée si la herse est fermée.
Un bâtiment en proie aux flammes est dit flambant.

### Bâton au naturel
On précise au naturel pour le distinguer de la pièce de même nom. Le bâton au naturel est souvent noueux.

### Bélier
Le bélier est représenté sous la forme d'une poutre, terminée à dextre par une tête de bélier. La poutre peut être en fasce ou en bande.
Mouton doté de cornes.
- Voir mouton.

### Besant
Meuble en forme de disque, toujours de métal, d'or par défaut. Représente une pièce de monnaie.
- Voir besant et tourteau.

### Biche
La biche est représentée debout ou assise, elle est souvent d'or ou d'argent et parfois percée d'une flèche.

### Billette
Petit meuble de forme rectangulaire, généralement posé sur la petite dimension et employé en nombre, souvent comme meuble secondaire.
De gueules aux six billettes d'or ordonnées 3, 2, 1 (Ménilles).

### Bisce ou bisse
Serpent dont le corps forme plusieurs volutes.
D'argent aux deux fasces de gueules et aux deux bisses affrontées d'azur en pal, languées de gueules, brochant sur le tout, qui est de Refuge.

### Bœuf, taureau et vache
Le bœuf est représenté passant, de profil et la queue pendante (le plus souvent entre les jambes).
Le taureau est représenté entier, généralement dans des positions dressées. dit effarouché quand il est représenté rampant, furieux quand il est représenté dressé sur ses pattes de derrière, sautant ou effrayé. Sa queue est relevée au-dessus du dos.
La vache se caractérise par la présence de pis, et est généralement passante, de plus sa queue est étendue le long du flanc.
D'or, à deux vaches de gueules, accornées, colletées et clarinées d'azur, qui est du Béarn.

### Bois (de cerf)
- Voir ramure.

### Boucle
- Voir fermail.

### Boule
Meuble en forme de disque, représenté ombré, ce qui le distingue du besant et du tourteau.

### Bouquetin
- Voir chèvre.

### Bourse
Le nom médiéval de la bourse est bouge ou bougette, ou encore bouse.

### Bouse
Parfois nommée chantepleure, représentation stylisée d'un récipient double (qui ressemble à deux croches) servant à transporter de l'eau. Très rare en France, se rencontre surtout en Grande-Bretagne sous le nom de oges ou waterbourgets.

### Bouterolle
Représentation stylisée de la partie métallique qui garnit l'extrémité d'un fourreau d'épée.

### Bras
Le bras se nomme dextrochère ou sénestrochère, suivant qu'il est droit ou gauche.
D’azur au dextrochère paré d’argent, tenant une épée d’or en pal, qui est de Connaught.
D’or à un dextrochère d’argent paré de gueules, tenant une badelaire d’argent et issant d’une nuée du même mouvant du flanc sénestre, qui est de Bosnie (1878-1918).
Sa position par défaut est mouvant du flanc senestre pour le dextrochère (et vice-versa), ce qui donc ne se blasonne pas. Il peut être alaisé, arraché ou coupé. Il est nu par défaut, mais peut être paré (de vêtements) ou armé (par une armure), qu'il faut alors blasonner.

### Brebis
Gros mouton sans corne (contrairement au bélier).
- Voir mouton.

### Briquet
Représentation très stylisée d'un briquet à battre la pierre (pièce métallique que l'on frappait avec un silex pour produire une étincelle).
De gueules à une croix d’or, cantonnée de quatre briquets du même, adossés deux à deux, qui est de Constantinople (dans ce cas, le briquet se confond avec un B majuscule symbolisant l'empereur, ou Basileus).
Le même en argent est le blason de Serbie.

### Broyes
Instrument servant à broyer le chanvre. Elles sont représentées par deux branches dentées reliées par une charnière.
Les broyes sont souvent confondues avec les morailles, dont la représentation est similaire.
D'azur à trois broyes d'or, qui est de Broyes.
D'azur à trois broyes d'or liées d'argent, un chef d'argent au lion issant de gueules, qui est de Joinville.

### Buste
Partie de corps humain, comprenant la tête, le cou, et la poitrine (sans les bras) posés de front.

## C

### Calice
D'azur au calice d'or, surmonté d'une hostie d'argent, accompagné de sept croisettes du même, 3 à dextre, 3 à sénestre et une en chef, qui est de Galice.

### Campane
- Voir cloche.

### Canard
Oiseau palmipède, le canard est généralement représenté de profil et les ailes serrées, tourné vers la dextre. Il arrive parfois qu'il soit représenté au vol éployé. Si son bec ou autres membres sont d'un émail particulier, il faut le spécifier en blasonnant.

### Canette
Petit oiseau stylisé, de profil, ailes serrées, avec un bec (animal becqué) et des pattes. Il se distingue de la merlette par son jabot proéminent, les plumes de ses ailes et de sa queue, et par le fait qu'il soit armé (à savoir pourvu de ses armes naturelles, bec et pattes alors que la merlette est mornée ou sans membres).
D'argent au chevron de sable, entouré de trois canettes du même, à la bordure de gueules chargée de huit fleurs de lys d'argent.

### Canon
Pièce d'artillerie, qui figure également comme ornement extérieur. Le canon peut être affûté d'un émail différent. Ce terme n'est guère en usage que dans les armoiries modernes. Au Moyen Âge, un fût de canon est appelé couleuvrine.
D'azur au canon d'or affûté de gueules (voir Smolensk).

### Carreau
Carré symbolisant un coussin.

### Centaure
Le centaure est une figure héraldique imaginaire correspondant à sa figuration mythologique. Il est par défaut armé d'une massue. Sa variante principale est le centaure-sagittaire, qui tire à l'arc.
L'imaginaire héraldique lui a donné sinon une compagne en tout cas un homologue féminin, la centauresse ou centaurelle.

### Cep
Représentation stylisée d'un fer de prisonnier.

### Cep de vigne
Pied de vigne, représenté avec un échalas.

### Céraste
Serpent accorné.

### Cerbère
Chien à trois têtes, qui gardait l'entrée du royaume des enfers.

### Cerf
Le cerf est dit élancé quand il est courant, ses antérieurs ne touchant pas le sol.
Il est ramé (ou sommé) quand la ramure est d'un émail particulier. Pour exprimer le nombre de ses andouillers, on dit qu'il est ramé, ou chevillé, ou encore sommé de N cors (ou pièces), étant entendu que ces cors sont répartis symétriquement : un dix-cors présente ainsi cinq cors de chaque côté de sa ramure.
Le cerf est à distinguer du daim dont les cornes sont plus larges et aplaties.
La tête de cerf de face se dit rencontre de cerf.
D'azur à un rencontre de cerf d'or, qui est du clan écossais Mackenzie.

### Chabot
Poisson à grosse tête, normalement représenté en pal, vu de dos, avec deux nageoires de chaque côté.

### Chaînes de Navarre
Réseau de chaînes posées en orle, en croix et en sautoir.
De gueules aux chaînes d'or, posées en croix, en sautoir et en orle, allumées en cœur de sinople, qui est de Navarre.

### Channe
Marmite à trois pieds et une anse, ou cornière. Elle est aussi dite marmite à cornière.
- Voir pot à feu.

### Chantepleure
- Voir bouse.

### Chat
Sa tête est toujours de face. Le chat est hérissonné quand il fait le gros dos (les pattes ramassées), effarouché quand il est représenté rampant.

### Château
Le château au naturel est représenté sous forme d'une forteresse, muraille flanquée de deux tours rondes et ayant une tour intermédiaire plus haute, l'ensemble relié par des pans de mur crénelés. Il hérite des attributs d'un bâtiment. Il est donjonné quand un ou plusieurs donjons le surmontent (en principe sur la tour centrale).
De gueules au château d'argent, crénelé et surmonté de trois tours du même […], qui est de Hambourg.
Le château héraldique, stylisé, est représenté par une tour donjonnée de trois pièces, comme dans les armes de Castille, de gueules au château d'or.
Plus petit, stylisé et en nombre, il est utilisé comme meuble semant un champ (châtelé). Dans ce cas, il prend la forme d'une tour simplifiée.
De gueules à cinq châteaux d'or posés en sautoir, qui est du Poitou.
On blasonne :
- couverte pour une tour ou forteresse, dont le toit est terminé en pointe ;
- essorée si le toit est d'un autre émail ;
- ouverte si la porte est d'un autre émail ;
- ajourée si la fenêtre est d'un autre émail ;
- maçonnée si les lignes des pierres sont d'un autre émail.

### Chausse-trappe
Arme défensive composée de quatre pointes, que l'on mettait au fond d'une fosse, ou que l'on semait sur un terrain et sur lesquelles venaient se blesser les chevaux des attaquants, une des quatre pointes se trouvant nécessairement pointée vers le haut.
D'or, à deux barres de sinople accompagnées de trois chausse-trappes d'azur posées en bande, qui est de Nézel.

### Chauve-souris
La chauve-souris est posée de front, les ailes étendues. On la retrouve également en cimier (surtout en Aragon).

### Chêne
Il est englandé (ou englanté) quand ses glands sont d'un émail différent.

### Chérubin
Sorte d'angelot dont on ne représente que la tête, entourée d'ailes (deux, quatre ou six).

### Cheval
Sauf indication contraire, le cheval est gai, c'est-à-dire qu'il est représenté nu, sans bride ni harnais (ce qui ne se blasonne pas). Dans le cas contraire, le cheval est caparaçonné ou houssé de son harnachement, qui peut être d'un émail particulier. Il peut être sellé, bridé. Outre les positions normales des quadrupèdes, il peut être cabré (on dit encore effrayé ou effaré), ou ruant. Il est très rarement assis (ou acculé, car ce n'est pas une position naturelle ; se dit aussi de la licorne).
De gueules au cheval d'argent, qui est de Hanovre.
De gueules au cheval gai et cabré d'argent, accompagné de deux étoiles à huit rayons du même, posées l'une en chef à senestre, l'autre en pointe à dextre, le tout d'argent, qui est d'Ibérie .

### Chevalier
Le chevalier est nécessairement armé de toutes pièces, c'est-à-dire en armure. Le chevalier galopant sur son cheval est une figure typiquement lituanienne, le pogonia (« poursuite »)
D'argent à une pogonia de gueules, qui est de Polotsk.
Le chevalier peut porter un écu sur lequel peuvent figurer des armes secondaires.
 De gueules à un chevalier d'argent, portant un écu d'azur à une croix patriarcale d'or, qui est de Lituanie.

### Chèvre
La chèvre se distingue du mouton surtout par sa barbichette. Ses cornes plus droites. Le bouc est reconnaissable à son organe sexuel très marqué ; dressé ou rampant, il est dit saillant.
D'azur à une chèvre d'or, onglée et accornée de gueules, qui est d'Istrie.
Dans la famille de la chèvre, l'héraldique alpine utilise également le bouquetin (qui se reconnaît à ses très grandes cornes) et le chamois (dont les cornes sont plus petites et plus minces, en forme de spatules de ski).
D'argent au bouquetin en pied de sable, qui est du Gotteshausbund.
 Bouquetin d'or sur champ azur, qui est du comté de Hohenems (Autriche).
Voir aussi mouton.

### Chicot
Bâton noueux (par opposition à l'écot, qui figure un tronc d'arbre).

### Chien
Le chien peut être représenté de plusieurs races, qu'il convient de blasonner (si elles sont reconnaissables) : le lévrier, le levron, la levrette, le mâtin, le braque, etc.
S'il porte un collier, il est dit colleté (hormis le lévrier, qui l'est toujours).
Un chien à trois têtes représente Cerbère.
Écartelé, au 1 et 4 d'azur au chien d'argent, au 2 et 3 fascé d'argent et de gueules de huit pièces à la bande d'azur chargée de trois étoiles d'or, qui est de Raymond Alies.

### Chimère
Une chimère est une créature imaginaire représentée par un tronc de femme, des serres d'aigles en guise de bras, un corps de chèvre, des pattes arrière de lion, et une queue de serpent.

### Chouette
La chouette est par défaut représentée de profil (ou de 3/4 avant) la tête de face (syn. : hulotte, chat-huant).

Souvent confondue avec le hibou, elle s'en distingue par l'absence d'aigrettes sur la tête qui ressemblent à des oreilles.

Les rapaces nocturnes autres que la chouette trouvés dans les blasons (hibou, duc, grand-duc) n'ont pas de définition héraldique très fixée, ils sont le plus souvent dans la position de la chouette, ou de face.
D'azur à une flèche d'or posée en fasce, accompagnée de trois têtes arrachées de loup d'argent mal ordonnées, au chef d'or chargé d'un chat-huant tenant de la patte dextre une épée, le tout de sable (famille de Bodard de La Jacopière)

### Ciseaux
Meuble surtout bourgeois et artisan. Les ciseaux devraient se présenter normalement ouverts en sautoir. Une version fermée existe, les anneaux liés en chef par une chaîne, dans l'écu des Poujol (bourgeoisie du Rouergue, Armorial d'Hozier, second registre du Languedoc, p. 1502).

### Clef
La clef est le plus souvent posée en pal, anneau en pointe, et panneton en chef tourné vers dextre (s'il est tourné vers sénestre, la clef est dite contournée). Elle peut également être posée en barre ou en bande, voire en fasce ; la position normale pour le panneton est alors d'être tourné vers la pointe (dans la position où on introduit la clef). Deux clefs entrecroisées sont dites passées en sautoir (comme sur les armes pontificales, où elles figurent aussi comme ornement extérieur, l'une d'or et l'autre d'argent (attributs de saint Pierre).
De gueules à deux clefs en sautoir, l'une d'or et l'autre d'argent, qui est de l'Église.

Blason maison de Clugny. Quand les anneaux de deux clefs sont entrelacés, elles sont dites entretenues.
Comtat Venaissin. Quand un lien rejoint les anneaux de deux clefs en sautoir, elles sont dites liées.

La clef symbolise saint Pierre. Sur un blason, deux clefs en sautoir ont souvent été accordées par faveur papale (abbaye de Cluny, maison de Clermont-Tonnerre).

### Cloche
Cloche, ou campane. Elle doit laisser voir son battant. La cloche dont le battant est d'une couleur différente est dite bataillée de cette couleur.
D’azur à une cloches d’argent bataillée d'or..

### Cloche de vair
La cloche de vair est la partie  d'azur de la fourrure, qui ressemble à une cloche, dont la forme évasée est vers le bas, l'autre partie étant le pot d'argent. Elle a reçu d'autres noms (clochette, borne, etc.). Dans les autres langues elle est plus souvent comparée à un heaume, casque guerrier : helmet.
De gueules à une cloche de vair d'argent.

### Clou
Le clou, par défaut à tête triangulaire, apparaît généralement en nombre (trois). Ils symbolisent alors le plus souvent les clous avec lesquels le Christ a été crucifié et, pour cette raison, sont souvent blasonnés clous de la Passion.

### Cœur
Cela désigne également le centre de l'écu.
Représentation stylisée d'un cœur humain. Il peut être ailé, enflammé…
D’argent semé de cœurs de gueules, d’or à trois lions léopardés d’azur lampassés de gueules, couronnés du champ, chacun accompagné de trois cœurs de gueules, qui est du Danemark.

### Collier
L'attribut de la boucle est bouclé. Un animal portant un collier est colleté.

### Colonne
D'argent à la colonne de gueules.

### Comète
Étoile à huit branches, ou rais, dont l'un est plus long et a la forme d'une queue ondoyante (ou arquée), et dirigée vers le bas. La comète est caudée quand cette queue est divisée en trois rayons plus minces, chevelée si elle a l'apparence d'une chevelure.

### Conque
Coquille d'escargot vide.

### Coq
Le coq est un oiseau caractérisé par une crête, une barbe, et les plumes de son col.
Le coq est normalement représenté hardi, c’est-à-dire avec une patte levée. Il peut être crêté et barbé, quand sa crête et sa barbe sont d'un émail spécial. Il est dit chantant quand il est représenté le bec ouvert.
D'azur au coq d'or crêté et barbé de gueules, qui est de Vogüé.
Un dragon à tête de coq est appelé basilic.

### Coquerelle
Noisettes dans leur cupules, normalement représentées par trois. Quand elle est seule, la coquerelle est représentée le pédoncule en haut.

### Coquille
Désigne la valve bombée d'une coquille Saint-Jacques. Figure naturelle, représentée côté extérieur, elle se blasonne simplement coquille. Représentée plus rarement côté intérieur, elle se blasonne vannet.
Les oreilles sont représentées en haut, parfois d'une couleur différente, ce qui se blasonne par oreillée de…
Coquille d'escargot.
- Voir conque.

### Cor
Le cor (ou cor de chasse) instrument à vent utilisé pour la chasse mais aussi pour la guerre.
Les anneaux qui le cernent sont les viroles ; le cordon qui permet de le suspendre est le lien, ou attache (s'il en est dépourvu, on le nomme huchet).
Il peut être embouché (ou enguiché), virolé, lié (ou attaché), pavillonné, suivant que, respectivement, son embouchure, ses viroles, son lien ou son pavillon sont d'une couleur particulière (pour certains auteurs, enguiché est synonyme de lié).
La position par défaut est unanimement reconnue comme ayant embouchure et pavillon dirigée vers le chef, en revanche les avis sont très partagés quant à la place de l'un et l'autre. « L'embouchure ou enguichure des cors se trouve ordinairement à senestre selon certains mais à dextre selon d'autres, au cas contraire le cor est “contourné”. La représentation de l'enguichure à dextre est cependant plus courante. »
- L'embouchure est à senestre pour Crayencour, P. Joubert, M. Pastoureau, O’Kelly de Galway, Jean-Baptiste Rietstap, Ch.-M. de Saint-Melaine, Duhoux d'Argicourt, Jougla de Morenas, Vulson de la Colombière…
- Elle est à dextre pour Palliot, Menestrier, G. Audoin, T. Veyrin-Forrer, C. Wenzler, N. Viton de Saint-Allais, Diderot-D'Alembert, Larousse, J.-P. Fernon, D'Haucourt…
- Et de nombreux autres auteurs évitent prudemment de le préciser…

Autant dire qu'il est malaisé de déterminer quand il est contourné ou non. Aucune justification n'est fournie pour expliquer l'embouchure à senestre, pas même le fait que d'une façon générale les meubles sont orientés vers dextre, car rien n'indique si l'avant de l'instrument est l'embouchure ou le pavillon. En revanche, on rencontre une justification selon laquelle c'est leur position en cours d'utilisation (à la chasse) : le pavillon vers l'arrière, où se situent les suiveurs.
D'azur au huchet contourné d'argent, lié, virolé et enguiché de gueules, accompagné de trois molettes d'or, qui est de Villefort.

### Corbeau
Quand il a les ailes éployées, le corbeau se distingue de l’aigle par sa position non héraldique, et son bec droit.
[…] D’argent à un corbeau aux ailes déployées de sable couronné d’or, qui est de Galicie.

### Cornet
- Voir huchet.

### Coupeau

Mont à six coupeaux d'argent.

Élément de rocher ou de montagne, arrondi en forme de pain de sucre, représentant un de ses sommets. Le nombre de coupeaux doit se blasonner. Ne s'emploie jamais seul.
- Voir montagne.

### Couple
Sorte de poignée de bois munie de deux cordes à chaque extrémité, posée en pal, qui servait à attacher les chiens de chasse par couple.

### Couronne
Employée comme meuble, la couronne peut être très stylisée.
D’azur à trois couronnes d’or, qui est de Suède (aussi de Munster, de Galice ancien, ou les armoiries imaginaires d'Arthur).
Elle peut être employée comme accessoire de meubles couronnés. Un fragment de couronne en bande est un crancelin.
La couronne de base est une simple bande montrant trois fleurons, celui du milieu étant vu de face, et les deux autres de profil (un quatrième fleuron est caché par le premier). La couronne à l'antique est hérissée de pointes ou rayons (ancienne couronne solaire).
La couronne est également employée comme coiffure codifiée, qui fait partie des ornements extérieurs du blason. Dans ce cas, elle est représentée de manière beaucoup plus réaliste. Elle peut soutenir des perles, des fleurons, ou un assemblage des deux.
La couronne peut être fermée, c’est-à-dire comporter des branches formant une fermeture plus ou moins hémisphérique comme un casque (couronne royale de France).
D’azur au cimeterre d’argent mis en fasce, garni d’or avec une poignée pommelée du même, surmonté d’une couronne fermée d’or, qui est d’Astrakhan.

### Crampon
Instrument en forme de Z à bouts aigus, dont on se servait pour escalader les murs des places fortes.

### Crancelin
De l’allemand Kränzlein : fragment de couronne à fleurons, qui peut être voûté, mouvant à chaque extrémité. Sa position est d’être posé en bande. Le crancelin est une pièce d'arme allemande, que l'on trouve dans les armes de Saxe. Il représente à l’origine une couronne de feuilles de rue, au naturel.
Fascé d’or et de sable, à un crancelin de sinople posé en bande, qui est de Saxe (électorale).

### Créquier
Arbre stylisé présentant quelques racines à sa base, et sept branches terminées par une feuille de pique. L'origine est discutée : le créquier pourrait représenter un cerisier sauvage (les cerises sauvages étant appelées criques ou creques en picard), ou un prunier sauvage poussant aux alentours de Créquy, en Artois.
D'or au créquier de gueules, qui est de Créquy.

### Croc
- Voir roc d'échiquier.

### Croisette
Petite croix utilisée comme figure secondaire (en nombre, ou posée sur d'autres figures).
D'argent à la croix potencée d'or, cantonnée de quatre croisettes de même, qui est de Jérusalem.

### Croissant
Meuble en forme de croissant, dont les pointes montent normalement vers le haut.
D'argent au croissant de gueules.
Le croissant peut être versé si ses pointes sont tournées vers le bas, tourné quand elles sont à dextre, et contourné quand elles pointent à sénestre.
Trois croissants : armoiries du village de La Hulpe.
Le croissant figuré est synonyme de lune en croissant.
- Voir lune.

### Croix
- Voir l’entrée spécifique croix (héraldique).

### Cupidon
- Voir amour.

### Cyclamor
Désigne un anneau unique posé dans l'écu (terme désuet).

### Cygne
D'azur au cygne d'argent nageant sur des ondes du même, Le Blanc (Indre).

## D

### Daim
Le daim se distingue du cerf par ses bois plus larges et aplatis.
- Voir cerf.

### Dauphin
Comme les autres cétacés héraldiques, le dauphin est un poisson. Il est normalement représenté en pal et de profil, arqué, hure et queue à dextre. Il peut être couché quand il est représenté en fasce, la tête à dextre, et versé quand il est en fasce sur le dos. Il peut être lorré (nageoires), peautré (queue) oreillé (ouïes) allumé (œil), barbé (barbes) et/ou crété (crête) d’une couleur différente du corps. Le Dauphiné porte un écartelé de France et d'or au dauphin d’azur, allumé, peautré et lorré de gueules.
Un dauphin gueule béante (et souvent aussi langue apparente) est dit pâmé.

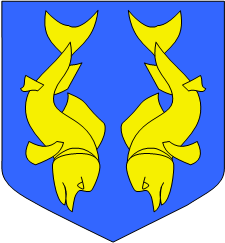
D'azur, à deux dauphins d'or, adossés, renversés et nageants en pal, qui est de Dobrogée.
De gueules au dauphin d’or, qui est du Forez.
D’or au dauphin d’azur crêté, barbé, lorré, peautré et oreillé de gueules (ancien Dauphiné de Viennois).
D'or au dauphin pâmé d'azur (dauphin d'Auvergne).

### Demi-lune
Outil ressemblant à un hachoir à persil, formé d'une lame en demi-lune (dirigée vers le chef) et d'un manche en position centrale (posé en pal).

### Demi-vol
- Voir vol.

### Dextrochère
Représentation d'un bras droit (parfois armé).
- Voir bras.

### Diadème
Le diadème est une couronne ornementée en or ou en argent qui symbolise le pouvoir ou la famille royale.
- Voir couronne.

### Didelta
- Voir sceau de Salomon.

### Doloire
Hachette à manche court, à lame en demi-lune, utilisée par les charpentiers ou les tonneliers. Elle est normalement représentée le manche posé en bande.

### Donjon
Désigne une tour qui porte des tourelles.
- Voir bâtiment.

### Doublet
Nom héraldique de la libellule. Le doublet (masculin) est représenté en général de profil, et volant en bande.

### Dragon
Animal chimérique, à tête vaguement de bouc (parfois avec ses cornes), buste et pattes de l’aigle, ailes de chauve-souris et queue de serpent en volute terminée par un dard. Sa langue, toujours visible, est également souvent représentée en forme de dard.
De gueules à un dragon d’or, qui est du royaume des Vandales.
Le dragon rouge (sur champ coupé d’argent et de sinople), emblème du pays de Galles, est quadrupède. Il apparaît dans les tenants de nombreuses armes.
Le dragon est la victime de prédilection de saint Georges (patron des cavaliers, sans ailes) et saint Michel (archange, donc avec des ailes). Il est alors sur le dos, la tête transpercée d’une lance.
De gueules à un Saint-Georges d'argent terrassant un dragon de sinople, qui est de Moscou.
D'or à un saint Georges d'argent sur un cheval de sable, terrassant un dragon de sinople ailé de sable, qui est de Géorgie.
Le dragon est le modèle d’autres animaux fabuleux : avec une tête de coq, c’est le basilic. Quand sa queue se termine en tête de serpent, c’est l’amphisbène. Il peut être mariné (à queue de poisson), ou monstrueux (à tête humaine).

## E

### Échelle d'assaut
Poteau garni de barreaux et se terminant par un crochet. Ce type d'échelle était destiné à l'assaut des murailles.

### Écot
Meuble figurant un tronc d'arbre dont les branches ont été coupées (à distinguer du chicot, bâton noueux).

### Écrevisse
Normalement représentée en pal, vue de dos.

### Écusson
Petit écu d'armoiries.
D'argent chargé d'un écusson de gueules.
Sur le tout se dit d'un écusson posé en cœur sur un écu écartelé, il ne doit couvrir que l'espace occupé par les quatre points du contre-écartelé qui se trouvent le plus près du centre de l'écu.
Cette définition, due à L.-A. Duhoux d'Argicourt, est peu claire. Il faut comprendre que l'espace occupé par l'écusson, correspond aux quartiers 1d, 2c, 3b et 4a en imaginant que tous les quartiers de l'écartelé sont contre-écartelés (écartelés à leur tour).

### Écureuil
Un écureuil est présenté, souvent de profil et mangeant ; sa queue remonte au-dessus de sa tête.

### Éléphant
Il est normalement représenté arrêté (ou posé), c’est-à-dire les quatre pattes à terre. L'animal est défendu quand ses défenses sont d'un émail différent.

### Épée
L'épée est normalement représentée en pal, pointe en haut, et nue. La poignée et la garde peuvent être garnies d'un émail particulier. Une épée sans sa garde est dite dégarnie.
De gueules à deux épées d'or garnies d'argent, passées en sautoir, qui est de Bressolles.
En héraldique d’Empire, les militaires portent un franc-quartier (d’azur pour les comtes, de gueules pour les barons) chargé d’une épée d’argent garnie d’or.
- Voir aussi glaive.

### Épervier
- Voir faucon.

### Épi
Représentation stylisée de l'épi de blé.
S'il comporte une tige et des feuilles, cela doit se blasonner tigé et feuillé de… (couleur).
S'il s'agit d'une autre céréale, cela doit être précisé dans le blasonnement.

### Escargot
- Voir limaçon.

### Escarboucle
Meuble héraldique (nom féminin, se dit aussi rais d'escarboucle, masculin) figurant une pierre précieuse en forme de cercle, projetant huit rayons se terminant par défaut en forme de fleurs de lys.
Le rais d'escarboucle peut être percé, ou garni d'une pierre précieuse (émeraude, saphir, grenat…) dont on précise la couleur (quand elle est différente des rais) en disant que le rais d'escarboucle est allumé de… (couleur).
On trouve des rais d'escarboucle pommetés et/ou fleuronnés (aux rais terminés par des pommettes, et respectivement des fleurons de couronne). On trouve rarement des escarboucles pommetées et fleurdelisées ou fleuronnées, le pommeté concerne alors le milieu des rais (qu'on ne blasonne généralement pas).

D'or à l'escarboucle de sable percée de gueules.
De sable à l'escarboucle pommetée d'or.
D'argent à l'escarboucle fleuronnée de sable allumée de sinople.
De gueules aux rais d'escarboucle d'or pommetés (Armes primitives de Navarre).
De gueules aux rais d'escarboucle d'or accolé en orle, allumés en cœur de sinople (De Navarre ancien).

### Essonier
Voir trescheur.

### Étai
Pièce de charpente qui sert à soutenir un mur, un plancher ; il s'agit en fait d'un chevronnel.

### Étoile
Meuble en forme d'étoile, stylisée avec cinq pointes, que l'on blasonne rais. Le nombre de rais peut être supérieur à 5, mais dans ce cas, il faut le blasonner (à ne pas confondre avec la molette, en forme d'étoile mais percée).
De sable à l'étoile d'or.
En héraldique d’Empire, les ducs portent un chef de gueules semé d’étoiles d’argent.

### Étui de crosse
Également appelé crosse de Bâle, ce meuble se retrouve dans les armoiries d'influence suisse germanique. Le volute, comme pour la crosse, est orienté à dextre d'ordinaire, sinon, il faut le blasonner.
De gueules à l'étui de crosse d'argent tourné vers sénestre

## F

### Faucille
La faucille est normalement présentée fer en haut, pointant à dextre.

### Faucon
Voir oiseau. Quand il est sans ornements ou accessoires, le faucon est dit au naturel. Il est perché quand il est posé sur une branche ou sur son bloc, et est représenté parfois empiétant ou essorant. Le faucon est chaperonné quand il est aveuglé par un capuchon sur la tête, longé quand il porte aux pattes ses jets (ou liens), grilleté quand il porte ses sonnettes aux pattes ou au cou.

### Faux
La faux est normalement présentée fer en haut, pointant à dextre. C'est un outil assez récent (XVIe siècle).

### Fer à cheval
- Voir paragraphe spécifique.

### Fer-de-moulin
Fer tenant la meule (aussi nommé : fer de moline) : meuble en forme de crochets, avec un carré ajouré au centre (sur lequel est ajusté l’axe de la meule).
À tort ou à raison, le fer-de-moulin est parfois nommé anille (voir ce mot).

### Fermail
Boucle de ceinture stylisée (qui peut être de forme variable, ovale, carrée, en losange…), munie d'un ardillon (pluriel : fermaux).
D'azur à trois fermaux d'or (Gabriel de la Vallée).

### Feuille
Voir arbre. La feuille de peuplier isolée s'appelle panelle.

### Feuille de marais
Synonyme de bouterolle.

### Feuille d'ortie
Figure en forme triangulaire, la bordure dentelée.
De gueules à la feuille d’ortie d’argent, qui est du Holstein.

### Fil
Traverse du lambel, ou (improprement) le lambel lui-même.

### Flambeau
Bâton surmonté d'une flamme. Il est dit allumé de quand la flamme est d'un émail différent.
D'azur à un flambeau d'argent, posé en barre, allumé d'or, blason primitif de la famille Pluvinel, d'origine dauphinoise (cf. Antoine de Pluvinel).

### Flamme
Généralement de gueules, de forme arrondie dans sa partie inférieure, celle du haut se termine par des jets à pointes ondoyantes. (Duhoux D'Argicourt) Le nombre de "jets" est souvent défini à trois ("pointes"  J.P. Fernon, "flammèches" J.F. Demange)

### Flanchis
Petit sautoir alésé. Synonyme : flanquis.
D'azur à trois flanchis d'argent, au chef d'or chargé de trois flanchis du champ (blason des Balsac d'Entraigues, adopté par Châtillon-d'Azergues (Rhône), entre autres).

### Flèche
La flèche est constituée d'un fût (ou vergette), portant une pointe et des plumes. Quand la pointe est d'une couleur différente, la flèche est armée (ou ferrée) ; quand ce sont les plumes, elle est empennée ; quand c'est le fût, elle est fûtée. Elle est émoussée quand le fer est rompu.
Seule, la flèche est normalement posée en pal, pointe en haut. Quand la pointe est dirigée vers le bas, elle est dite versée (ou tombante, ou renversée). En nombre, elle est souvent représentée en faisceau, c’est-à-dire empoignée.
Quand elle est en position de tir sur un arc, elle est dite encochée.

### Fleur de lys
Meuble en forme de fleuron stylisé à trois lobes.
D'argent à la fleur de lys de gueules, qui est de Florence.
D'azur à trois fleurs de lys d'or, qui est de France moderne.
- Ne pas confondre avec le « lis de jardin » (voir Lys)

### Foi
Représentation de deux mains droites se serrant la main. La foi est normalement en fasce (ce qui n'est pas blasonné), mais peut également être en bande ou en barre.
D'argent à une foi de gueules.
Elle est dite parée lorsque les poignets sont couverts de bracelets ou de manches.
À l'origine, elles représentent l'allégeance.

### Fontaine
La fontaine est représentée par de l'eau coulant dans des vasques en nombre variable, surmontées ou non d'un ou plusieurs jets. Elle est peu stylisée. Si l'eau est d'une couleur distincte, elle est jaillissante de cette couleur, et le nombre de jets doit être indiqué s'il y en a plus d'un.

### Fontaine héraldique
Meuble d'origine anglaise : sa représentation la plus courante en France est un besant d'or rempli d'azur traversé de 2 ou 3 (à préciser) fasces ondées appelées sources. Cf. » source ».
Se blasonne : à une fontaine héraldique d'or, remplie d'azur et traversée de trois sources d'argent.

### Foudre
Nom masculin en héraldique. Représenté en forme de deux faisceaux de flammes opposés, avec trois ou quatre dards vivrés passés en sautoir. Le foudre ailé est muni d'ailes étendues en fasce.

### Frette
Meuble formé de deux batons passés en sautoir s'entrelaçant dans une macle.
Les batons peuvent être alaisés, ce qui ne se précise pas lorsque les frettes sont en nombre, car alors les batons sont nécessairement alaisés.
D'argent à une frette de gueules

### Fusée
Meuble qui a la forme d'une losange allongée (la petite diagonale est environ moitié de la grande). Les losanges sont souvent isolées, alors que les fusées sont plus souvent accolées.
D'or à cinq fusées d'azur accolées et posées en bande.
On peut accoler des demi-fusées aux extrémités d'une série, ce qui est également blasonné : cinq fusées et deux demi, accolées…

## G

### Galère
- Voir navire.

### Gerbe
La gerbe désigne par défaut une gerbe de blé ; dans les autres cas, on doit le préciser (gerbe d'avoine, par exemple). Si le lien qui enserre la gerbe est d'une couleur différente de la gerbe, celle-ci est dite liée.
D'azur à la gerbe d'or liée de gueules (Givry).

### Glaive
- Voir épée.

### Gland
Fruit du chêne.
- Voir chêne.
- Voir aussi à cordelière, dans les ornements extérieurs du blason.

### Globe
- Voir monde.

### Goutte
Représentation d'une goutte de liquide, hémisphérique vers le bas et pointue vers le haut. Les gouttes peuvent être de tout émail, par opposition aux larmes qui sont nécessairement d'argent.
D'argent à la goutte de sang.
Les gouttes peuvent être semées, ce qui donne le goutté.

### Grêlier
Grand cor (ou grande trompe) de chasse, c'est l'olifant du chevalier (cf. Roland de Roncevaux).
« Cor de chasse plus puissant que le cor ordinaire et qui comme lui se représente lié ; il peut être enguiché et virolé d'un émail spécial. »
- Voir cor de chasse[7].
- Voir aussi olifant.

### Grenade
Le fruit du grenadier est représenté avec un pédoncule vers le bas et ouvert, laissant voir des grains par une fente verticale.
D'argent à la grenade de sinople ouverte de gueules, qui est de Grenade.

### Grenade de guerre
La grenade est représentée sous forme d'une grenade à main du XVIe siècle. C'était une bombe miniature sphérique munie d'une mèche que l'on allumait pour la faire exploser.
On parle de grenade de guerre pour la distinguer du fruit du même nom. La grenade est généralement allumée de gueules, ce qui se blasonne si la grenade est d'une autre couleur. Une grenade allumée est nécessairement de guerre, terme qui peut être sous-entendu dans ce cas.
D'argent à la grenade (de guerre) de sinople allumée de gueules.
La grenade de guerre est dite éclatante quand elle est figurée avec de larges fissures d'où s'échappent des flammes représentant l'explosion.

### Griffon
Animal fabuleux formé par la partie inférieure d’un lion, et la partie supérieure d’un aigle, auquel on a ajouté des oreilles pointues. Sa position est d’être rampant, comme le lion.
De gueules au griffon d’argent, qui est de Bettembourg.

### Guivre
La guivre est un serpent toujours représenté ondoyant en pal, et engoulant un petit enfant.
On peut dire : d’argent à la guivre d’azur, engoulant un enfant de carnation, qui est de Milan (maison de Sforza et Visconti). Ou, de manière plus traditionnelle : d’argent à la guivre d’azur, à l'issant de carnation (ou halissant de carnation ; l'issant désigne l'enfant qui semble sortir de la bouche du monstre).
Ce meuble est très répandu : il figure à sénestre sur le logo d'Alfa Romeo.

## H

### Heaume
Meuble en forme de heaume, représenté taré de profil.

### Hercule
Hercule se reconnaît à son torse nu et musclé et à son pagne de peau de lion.
Les colonnes d’Hercule sont le nom antique du détroit de Gibraltar. D’après la légende, Hercule, en allant chercher les pommes d’or (sans doute des oranges) du jardin des Hespérides (sans doute en Espagne), se créa un passage entre la Méditerranée et l’Atlantique en déplaçant deux énormes rochers qui bouchaient le détroit, rejetant l’un au nord (le rocher de Gibraltar, Jabal at-Tarik) et l’autre au sud (Jabal al Musa).
Les colonnes d’Hercule apparaissent dans de nombreux blasons en Espagne (Andalousie…) et comme soutiens des armoiries de l'Espagne.

### Hermine

D'azur semé d'hermines

D'hermine plain, qui est de Bretagne.

L’hermine désigne soit un petit carnassier, soit une fourrure inspirée de ce petit carnassier.

La représentation de l'animal est plus rare. Par défaut, il est d'argent et passant. De sable, on parlera plutôt de sa cousine : la zibeline (en allemand : Zobel, origine possible du terme sable).
Le contexte permet normalement de distinguer l'hermine (l'animal) qui est un meuble, de l'hermine qui est une fourrure. Voir moucheture d'hermine.
Attention de ne pas blasonner l'hermine (fourrure) par semé d'hermines qui correspondrait à un blason du type ci-contre (d'azur semé d'hermines au naturel d'hiver) :

### Herse
La herse, normalement, réfère à la herse de labour. Elle a une forme tronconique.

Elle réfère parfois à la grille de porte, avec le bas garni de pointes, mais dans ce cas il vaut mieux la blasonner sarrasine, surtout quand elle est isolée (ne garnissant pas une porte)
D'azur à une herse sarrasine d'or, qui est Rochereau d'Hauteville.

### Hibou
Rapace nocturne dont la tête est garnie d'aigrettes évoquant des oreilles. Var. : duc, grand-duc.

D'or au hibou de sable au chef de gueules chargé d'un alérion d'argent, qui est d'Hoéville
- Voir Chouette.

### Hie
La hie est à l'origine un instrument de terrassement qui sert à battre les pavés, ou à enfoncer les poteaux (appelée alors mouton à piloter). Par la suite, elle a pu être confondue avec un poteau de mer (sorte de bouée flottante ayant le même aspect). Elle est en forme de fusée allongée, avec deux annelets au quart de la longueur, l'un en haut à dextre, l'autre en bas à senestre. Elle est rare en héraldique.
D'argent, à une hie de sable posée en bande, accompagnée de six roses de gueules rangées en orle, qui est de Damas-Jouancy.

### Huchet
Le huchet (ou cornet) est un petit cor de chasse, mais dépourvu de lien, ou attache, ce qui le différencie clairement des cors, trompes, grêliers et autres olifants. Les anneaux qui le cernent sont les viroles.
Sa position par défaut est celle du cor. Il peut être embouché (ou enguiché), virolé, pavillonné, suivant que respectivement, son embouchure, ses viroles ou son pavillon sont d'une couleur particulière (pour certains auteurs, enguiché est synonyme de lié).
On nomme huchet le cor de chasse qui n'a point d'attache, d'après le Dictionnaire encyclopédique de la noblesse de France de Nicolas Viton de Saint-Allais, Paris, 1816.
D'azur, au cor de chasse d'or, qui est de Philix de Saint-Viance, en Limousin.
D'or, à trois cors de chasse de sable, enguichés, liés et virolés d'azur, qui est de Nesmond, en Normandie.
De gueules à la bande d'or chargée de trois alérions de sable, et accompagnée de deux huchets d'or, qui est de Saint-Gengoux-le-National.

### Hure
Tête de sanglier (également de dauphin, saumon, etc.) paraissant de profil. Si la défense est d'une couleur différente, elle est dite défendue de… ; si c'est l'œil, on dit allumée de…
D'argent à une fasce d'azur chargée de trois boucles d'or, et accompagnée en chef de deux hures de sanglier de sable, et en pointe d'une étoile de gueules, qui est de Labelle.

## L

### Lacs d'amour
Meuble représentant un nœud de corde. Les auteurs  ne s'accordent cependant pas quant à sa représentation graphique : l'historien médiéviste Emmanuel de Boos préconise de préciser le nom du nœud chaque fois que possible : il peut être en nœud de Savoie, en cordelière bouclée trois fois ou en cordon noué.
D'azur au lacs d'amour surmonté d'une rose accostée de deux étoiles (Belot).

### Lambel
Traverse horizontale posée en chef, d'où se détachent des pendants rectangulaires ou trapézoïdaux, généralement au nombre de trois, qui peuvent être chargés de meubles secondaires. La traverse du lambel s'appelle le fil. Les pendants ont également été désignés par le terme goutte, ou denticule. Le lambel est l'un des types de brisures signalant la branche cadette d'une maison (exemple ci-dessous pour les princes de la maison de France devenus rois de Naples).
D'azur fleurdelisé d'or, au lambel de gueules, qui est d’Anjou-Sicile dit aussi Anjou-Naples.

### Lance
La lance est une arme d'hast qui était utilisée par les chevaliers dans les combats et les tournois. En héraldique, elle se distingue de la pique par la hampe (ou manche, ou fût), qui s'élargit à la base pour protéger la main, et qui est épaissie à l'extrémité opposée au fer afin de jouer le rôle de contre-poids.
La lance est dire fûtée lorsque le fût est d'une couleur différente ; dans la même situation, on peut considérer que c'est le fer qui est différent du reste du meuble, et dire alors la lance armée. Si le fût est cassé en deux, elle est brisée. Elle est émoussée lorsque l'extrémité de la pointe paraît coupée.
D'argent à deux lances de gueules passées en sautoir, à l'écusson de sinople chargé d'un dragon d'or, brochant sur le tout (Dracy-le-Fort).

### Lévrier, levron, levrette
Le lévrier est toujours représenté colleté, ce qui ne se blasonne donc pas (sauf si le collier est d'un émail différent). Le levron est un lévrier sans collier. La levrette est la femelle du lévrier (elle ne présente donc pas de pénis).
D'azur à deux levrettes rampantes affrontées et accolées d'argent (de Vuillefroy de Silly).

### Libellule
- Voir doublet.

### Licorne
Elle est en défense quand sa corne est pointée vers l'avant, à l'horizontale.

### Limaçon
Représentation stylisée de l'escargot, par défaut de profil issant de sa coquille, cornes visibles.

### Lion
D'argent au lion de gueules, armé, lampassé et couronné d’azur, qui est d’Arménie (Cilicie).

### Lionceau
Le lion en nombre devient un lionceau.
De gueules à trois lionceaux d'or armés, lampassés et couronnés d'azur, qui est du Périgord.

### Lionne
Ou panthère au naturel.

### Livre
Le livre peut être fermé ou ouvert. Dans ce dernier cas, il peut présenter des lettres inscrites sur les pages ouvertes, comme l'alpha et l'omega. Le livre peut être tenu dans la main d'un personnage.
 D'argent à un sanglier saillant de sinople défendu d'argent et onglé de sable affronté à un lion à la queue fourchée et passée en sautoir de gueules, armé et lampassé de sable, accompagnés en chef d'un livre ouvert au naturel (blason de la famille Colling).

### Loup
Le loup apparaît généralement passant. Levé comme le lion, il est dit ravissant. Sa queue est pendante (ce qui le distingue du renard, dont la queue est dressée).
De gueules au loup contourné d'or, la tête regardant vers la dextre, denté d'argent, au chef cousu d'azur chargé de trois fleurs de lys aussi d'or qui est d'Égly.

### Losange
La losange (féminin) est un petit meuble ayant la forme du losange mathématique, dont la petite diagonale est d'environ les deux tiers de la grande. La grande diagonale donne la direction de ce meuble qui par défaut se pose en pal.
- Voir fusée et macle.

D'argent au chevron ondé de sable accompagné de trois losanges d'azur, une étoile rayonnante de six rais de gueules en chef, et un écusson d'argent à la main senestre de gueules en dextre du chef, qui est de Stronge (Irlande du Nord).

### Lune
La Lune est fort rarement figurée pleine (ce qui se blasonne lune en plein, on la rencontre plutôt représentée sous la forme d'un croissant tourné ou couché dont la ligne intérieure figure un profil de tête humaine (ce qui se blasonne lune en croissant, ou croissant figuré).

Lune en croissant.
Lune en décours.
Lune en plein.
Lune en croissant couchée.
Lune en décours renversé contourné.

### Lynx et loup-cervier
En héraldique, lynx et loup-cervier sont deux figures différentes. Le lynx est passant dans l'écu et tout comme le loup-cervier symboliserait la perspicacité,. Le loup-cervier, représenté comme une panthère tachetée avec la queue d'un chat et la face d'un lynx, est très peu présent.
Le lynx peut être représenté passant ou de front, et peut être confondu avec le loup bien qu'il ait le plus souvent la queue entre les pattes.

### Lys
Lys (ou lis) naturel (ou des jardins). Meuble qui représente la plante de jardin de ce nom, et qui se blasonne comme les autres fleurs. La représentation n'est cependant pas forcément fidèle : les lys des jardins ont exactement six tépales dans la nature.
D'azur à un lys au naturel accompagné de trois quintefeuilles d'or, au chef d'argent chargé de cinq mouchetures d'hermine de sable, armes du Folgoët (29).
- Ne pas confondre avec la « fleur de lys » (voir Fleur de lys)

## M

### Macle
Losange évidée.
De gueules à neuf macles d’or, qui est de Rohan.

### Main
La main (dite dextre  ou senestre) est généralement représentée en pal, les doigts vers le chef. Montrant sa paume, elle est dite appaumée ; dans l'autre sens, elle est contre-appaumée.
Deux mains dextres jointes sont appelées une foi.
D’argent à la main dextre appaumée de gueules, la main rouge d'Ulster.
- Voir aussi le badge d'Ulster porté par les baronnets du Royaume-Uni.

Il existe également la main dite bénissante, dont seuls les majeur et index sont déployés.

### Massacre
Crâne, par défaut de cerf, représenté de face avec ses bois ou ramures.
À ne pas confondre avec le rencontre ou une tête.
D'azur, à un massacre de cerf d'or, surmonté d'une fleur-de-lis du même (famille Compaing)

### Mâtin
Gros chien : voir ce terme.

### Mélusine
- Voir l'article spécifique Mélusine (héraldique).

### Mer
Toujours mouvant de la pointe, elle occupe le tiers inférieur de son champ. Elle peut être agitée ou ombrée d'une couleur à préciser.

### Merlette
Une merlette est un oiseau imaginaire ressemblant à une canette, toujours figuré de profil, les ailes contre le corps, sans bec ni pattes. Après l'aigle, c'est l'oiseau le plus fréquent dans les armoiries médiévales. Il est généralement employé en nombre dans un même champ.
D'azur à trois merlettes d'or, armes de Sarcelles (Val-d'Oise).

### Molette
Petit meuble en forme d'étoile à six branches percée en son centre.
Il s'agit en fait d'une molette d'éperon, dont le perçage central par lequel passe le collet permet sa rotation. Lorsque ce collet est représenté, la molette est dite colletée.

C'est par ce perçage que se fait la distinction entre la molette et l'étoile à six branches.

Les molettes d'éperon dans les armoiries représentent assez souvent celles des anciens chevaliers.
D'azur au huchet contourné d'argent, lié, virolé et enguiché de gueules, accompagné de trois molettes d'or, qui est de Villefort.

### Monde
Figure qui représente le monde sous forme d'une boule, entourée d'un cercle et d'un demi-cercle et surmonté d'une croisette, également appelé globe. Il est cintré de la bande de métal qui l'entoure, et croisetté de la croix qui le surmonte.
D'argent au globe de gueules, cintré et croisetté d'or.
Le globe a été adopté comme symbole de souveraineté universelle par les empereurs romains (depuis Caracalla), la croix a été ajoutée par les souverains chrétiens.

### Mont, montagne
Le mont ou montagne est un meuble qui par défaut est uni, mais qui se rencontre le plus souvent sous la forme de trois mamelons appelés coupeaux, dont le nombre est à blasonner. Meuble central par défaut, il faut aussi blasonner s'il est mouvant de la pointe, ou d'un meuble de pointe (terrasse, mer, etc.), ce qui est très fréquent.
D’or à une montagne de trois coupeaux de gueules posée sur une terrasse de sinople (apparaît dans les armes de la Caspienne, pour figurer le mont Ararat).
D'argent à une aigle de gueules, membrée, becquée et couronnée d'or, empiétant une montagne de trois coupeaux de sinople issante d'une mer d'azur, qui est de Nice.

### Morailles
Instrument servant à maîtriser et diriger les chevaux, en les pinçant aux naseaux. Représenté par deux branches de métal réunies par une charnière.
Les morailles sont souvent confondues avec les broyes, dont la représentation est similaire.

### Moucheture d'hermine
Petit meuble figurant une queue d'hermine. Par défaut, elle est de sable. C'est ce motif semé sur l'argent qui constitue la fourrure dite hermine.
Ce petit meuble peut se rencontrer isolé ou en nombre, dans toutes les dispositions classiques. Souvent aboutées par la pointe, elles composent alors, à quatre, une croix herminée, à cinq, une étoile herminée…).
On peut par raccourci la blasonner du seul terme moucheture (il n'y a de moucheture que d'hermine) mais surtout pas par le seul terme d'hermine, lequel désigne l'animal.

### Mouton
L'héraldique distingue le bélier, la brebis et l'agneau.
Le bélier se caractérise par ses cornes en spirales. Il est généralement représenté passant ou saillant.
De gueules à un bélier d’argent, tenant une oriflamme surmontée d’une croix d’or, qui est de Gotland.
La brebis est normalement représentée paissante.
L’agneau tenant une oriflamme marquée d’une croix est un agneau pascal.
Symbole de la douceur et de la franchise, l'agneau est normalement représenté de profil et passant, parfois couché.
- Voir aussi chèvre.

## N

### Navire
Un navire peut être équipé. Ses voiles peuvent être gonflées. Le navire de base comprend une coque simple, un mât et une voile.
D’azur à un navire d’argent, qui est de Trégor.
Le navire (drakkar) représente le pouvoir royal dans l’ancienne héraldique écossaise. Il est représenté avec des rames.
D’or au navire à la voile carguée de sable, à trois pennons de gueules, qui est de la seigneurie des îles (ancien royaume écossais des Orcades).
La galère est un navire de forme antique, dont les voiles sont toujours ferlées. Ce meuble est fort usité dans les armes anglaises.

### Nef
- Voir aussi navire.

### Nœud de Savoie
- Voir Lacs d'amour

## O

### Oiseau
L'oiseau est becqué, membré, suivant que son bec (et) ses pattes sont d'une couleur différente du corps. Il est rarement gorgé (la base du cou est d'un émail différent)
L'aigle (toujours au féminin, souvenir du latin aquila) est représentée avec une langue (ce qui constitue une exception pour un oiseau). L'aigle est lampassée (ou languée, les avis divergent !) si cette langue est de couleur différente.
L'oiseau est dressé (ou ouvert, ou encore élevé) quand ses ailes sont représentées ouvertes et coudées, ce qui est le cas normal pour l'aigle au Moyen Âge. Il est élevé (ou, dans le cas de l'aigle, éployée) quand les ailes ouvertes sont étendues (pour l'aigle, à partir du XVIe siècle). Dans le cas contraire, il est plié.
Morné : sans bec ni pattes.
Il peut être représenté sur son aire.
Il est essorant quand il prend son envol vers le haut, essoré quand il est représenté en train de voler, descendant quand il est représenté volant vers la pointe de l'écu.
L'aigle (ou tout rapace) qui tient quelque chose entre ses serres est dit empiétant.
De gueules à une aigle éployée d'argent, empiétant d'une banderole du même chargée du mot « Agen » en lettres de sable (partie dextre du blason d'Agen).
La perdrix est plutôt grasse, et a un bec court. La colombe, le pigeon ou la tourterelle ont sensiblement le même profil.
De gueules à une perdrix couronnée d’or, qui est d’Aunis.

### Olifant
Cor de chasse très puissant que l'on rencontre dans les armoiries, mais qui est le plus souvent appelé grêlier.

### Onde
Onde, au singulier, est défini quasi seulement par P.-B. Gheusi comme synonyme de rivière, ayant abusivement dérivé sous une formes plurielle (des ondes) en précisant mouvant de la pointe comme synonyme graphique de mer, expression donc à éviter.

### Otelle
Se dit des bouts de fer de piques dont on charge quelquefois l'écu (le plus souvent en sautoir), et que quelques-uns nomment amandes pelées. Comminges porte de gueules à quatre otelles d'argent en sautoir (alias croix de Comminges).

### Ours
L’ours est reconnaissable à sa tête plate, sa petite queue, et ses pattes de plantigrade armées de solides griffes. Il peut être emmuselé (muselé). À la position classique rampant (dressé sur ses pattes de derrière, le corps penché vers l'avant), l'ours ajoute une position dite en pied quand le corps est quasiment à la verticale.
D’argent à un ours de sable armé et lampassé de gueules, deuxième partition de la Ruthénie.

## P

### Paon
Le paon est représenté avec des plumes en aigrettes sur la tête. Sa position habituelle semble être rouant, c'est-à-dire de face, en train de faire la roue, la tête tournée vers la dextre. Il peut également être passant, c'est-à-dire de profil, la queue au sol.
Le paon est miraillé si les ocelles de sa queue sont d'une couleur particulière, et gorgé dans le cas de la gorge.

### Panelle
Feuille de peuplier.

### Panier
D’azur à deux paniers échiquetés d’or et de gueules, portant des feuillages de sinople (apparaît dans les armes de Melilla).

### Panthère
La panthère héraldique n’a rien à voir avec le félin du même nom. C’est un monstre composé d’une tête de cheval, de cornes de taureau (qui peut être accornée d’un émail particulier), un corps de lion, les pattes avant d’aigle, les pattes arrière de lion (ou de taureau), et la queue d’un lion. Elle crache des flammes par sa gueule, ses narines et ses oreilles.
La panthère est fréquente dans la région de Styrie, dont elle orne le blason.
De sinople à une panthère d’argent, armée et accornée de gueules, crachant des flammes du même, qui est de Styrie.

### Papillon
Les ailes des papillons peuvent être bigarrées, c’est-à-dire recevoir des taches de couleurs différentes du reste.

### Pélican
Le pélican est représenté dans son aire, de profil, les ailes étendues, en train de se déchirer la poitrine dont les gouttes de sang (la piété du pélican) servent à nourrir les trois petits à ses pieds (symbole christique).
De gueules au pélican d'argent avec sa piété de gueules dans son aire d'or, au chef cousu d'azur chargé d'une fleur de lys aussi d'or (Branges).

### Phénix
Le phénix est un oiseau fabuleux, représenté de face ou de profil, avec une aigrette, les ailes ouvertes. Il est posé sur un bûcher enflammé nommé son immortalité (il est censé renaître de ses cendres).
D’azur au phénix d’or sur son immortalité de gueules, accompagné en chef de trois besants d’or (Drouville).

### Pièce
Terme utilisé comme « jocker » dans les blasonnements pour éviter les répétitions (exemple : au lieu de blasonner « donjonné de trois donjons » on dira « donjonné de trois pièces ».

### Pique
La pique est une arme d'hast, utilisée principalement par l'infanterie. En héraldique, on la distingue de la lance principalement par la hampe cylindrique.
Lorsque la hampe et le fer sont de couleur différente, la pique est dite fûtée ou armée (respectivement selon que l'on considère que la hampe ou le fer sont de couleur différente du reste du meuble).

### Plante
Une plante peut être fleurie quand elle montre des fleurs, fruitée quand elle montre des fruits (fleurs et fruits peuvent être d'un émail différent).
- Voir principalement arbre, fleur.

### Poisson
Le poisson héraldique intègre allègrement les cétacés et même quelques crustacés comme l'écrevisse. Les poissons héraldiques les plus fréquents sont le bar, le brochet, le chabot, le dauphin et le saumon.
Le terme poisson est utilisé quand l'espèce n'est pas identifiée. Le terme nageant signifie qu'il est posé en fasce. Un poisson peut être animé, barbé, crêté, écaillé (par rapport aux écailles), lorré, oreillé (pour le dauphin), pâmé, peautré…
Fierté s'emploie pour un poisson dont on voit les dents, même si elles sont de même couleur, ou pour une baleine, mais dans ce cas, quand les fanons sont d'une couleur différente. Très rare. Fierté est un participe passé, de l'ancien français ferreté, qui signifie découpée, percée à jour.

### Pont
Il peut être formé de plusieurs arches, mais par défaut, d'une seule. Il est voûté, parfois pointu en chevron et mouvant des bords du champ. Quand il n'est pas mouvant des bords, il est dit alésé ou "non mouvant des bords" si on estime que "alésé" ne peut concerner que les pièces. (On trouve parfois "isolé" pour définir ce cas, mais c'est fautif, car "isolé" concerne ce qui serait par défaut mouvant de la pointe, et non des bords.)
Il peut être gardé quand il est muni de tourelles à ses extrémités.
Il fait souvent partie d’une composition complexe, comprenant tours et rivières.
De gueules au pont d'or à deux arches (de Pontevès).
De gueules au pont de six arches d’argent, maçonné de sable, posé sur une mer d’azur, sommé de cinq tourelles d’argent, maçonnées de sable, ouvertes et ajourées du champ et surmontées de cinq fleurs de lis d’or (Quercy et Lot).

### Pot à feu
Il est généralement représenté avec trois pieds sans anse (synonyme de marmite).
La marmite représentée avec une anse est appelée channe ou marmite à cornière.

### Potence
Une potence apparaissait autrefois dans les armoiries de certaines villes, comme Héricourt. Probablement jugée trop sinistre, elle a été remplacée par un tau (voir plus bas) dans les armoiries actuelles.

### Protomé
Terme rare synonyme de tête et col réservé au cerf.

## Q

### Quartefeuille
Meuble en forme de fleur stylisée, à quatre pétales non pointus, percée au centre (qui laisse voir le champ).

### Quintefeuille
Meuble en forme de fleur stylisée, à cinq pétales pointus, percée au centre (on y voit ce qui est dessous).
D'or à la quintefeuille d'azur, qui est de Toulgoët.

## R

### Rai
Rayon. S'utilise surtout au pluriel : étoile de cinq rais.
- Voir étoile.

Rais est devenu un nom singulier dans l'expression rais d'escarboucle.
- Voir escarboucle.

### Raisin
- Voir vigne.

### Ramure
Nom du bois de cerf. Demi-ramure : l'un des deux bois du cerf.
D’or à trois demi-ramures de cerf de sable, qui est du Wurtemberg.

### Râteau
Instrument de culture et de jardinage.

### Renard
Le renard apparaît généralement passant. Levé comme le lion, il est dit ravissant. Sa queue est généralement dressée (en quoi il se distingue du loup, dont la queue est généralement pendante). Il est habituellement rouge (de gueules).

### Rencontre
En héraldique, mot masculin. il désigne une tête d'animal quadrupède représentée seule et de face. Par exception, ne concerne ni le lion ni le léopard, dont les têtes sont par définition de profil pour le premier et de face pour le second.
D’or à un rencontre d'urus de sable, lampassé et bouclé de gueules (canton d'Uri, Suisse).

### Roc d'échiquier
De sinople au roc d'échiquier d'or, qui est de Coustaussa.

### Rose
De même que la fleur de lys, la représentation de la rose est conventionnelle. Elle est formée par cinq pétales, entre lesquels apparaissent des pointes (sépales), et un bouton marque le centre. Les sépales peuvent être barbés.

Parfois la rose n'a que 4 pétales (à blasonner).
 
L'héraldique anglaise a produit une rose double, liée à son histoire, retraçant la guerre des Deux-Roses. Elle se représente par une rose d'argent chargeant une rose de gueules. L'utilisation de cette forme dans d'autres contextes et avec d'autres couleur est fautive, en tous cas en héraldique française
D’or à une rose de gueules, boutonnée du champ et pointée de sinople, qui est de Pulversheim (68).

### Roue
De gueules à une roue d’argent, qui est de Mayence.
Or à la roue de sable, Kosovo (?).

### Rustre
Le rustre est une losange percée d'un trou circulaire (à la différence de la macle, percée en forme de losange).

## S

### Saints
Les saints se reconnaissent à leur nimbe, qui est un disque sur lequel broche la tête. Toutefois, on trouve aussi des anges — non saints — munis de cet attribut. Chaque saint a ses propres attributs qui permettent de l’identifier. Saint Michel est caractérisé par une épée et une balance, saint Pierre par une clef (la clef du paradis), etc.
De gueules à saint Pierre de carnation, vêtu d'argent, le manteau d'or, tenant de sa dextre une clef renversée de sable et de sa senestre un livre fermé du même, sur une terrasse de sinople, qui est d'Eguisheim.

### Salamandre
D'azur à trois fleurs de lys d'or accompagnées en cœur d'une salamandre couronnée d'or vomissant des flammes de gueules, dans sa patience du même (Chambord, Loir-et-Cher).

### Sanglier
Porc  sauvage se représentant de profil, passant et ayant la queue recercelée ; "défendu" quand ses défenses sont d'un émail particulier, "onglé" quand il s'agit du bout de ses pattes, et "allumé" pour l'oeil ; sa tête se blasonne "hure" dont l'extrémité est le "groin".
Il est flamboyant quand des flammes lui sortent des yeux et du groin.
D'argent au sanglier de sable (Quefurus).

### Sardine
D'azur à trois sardines d'argent posées en fasce et rangées en pal (Sardini).

### Saule
Arbre au tronc large et aux branches multiples, fines et feuillues.
D'argent à trois saules de sinople rangés en fasce (de La Saussaye).

### Saumon
La tête isolée du saumon est nommée hure.
De gueules semé de croisettes recroisetées au pied fiché d'or, à deux saumons adossés du même brochant sur le tout (Badonviller).

### Sceau de Salomon
Étoile à six branches aussi appelé étoile de David, didelta ou étoile juive.
- Voir aussi sceau de Salomon.

### Sénestrochère
Représentation d'un bras gauche.
- Voir bras.

### Serpent
Sa langue peut être fourchée (ou biffurquée).
Le serpent dont le corps forme plusieurs volutes est une bisse. Un serpent à cornes est un céraste.
En héraldique d’Empire, les sénateurs portent un franc-quartier (d’azur pour les comtes, de gueules pour les barons) chargé d’un serpent d’argent entourant un miroir d’or.
Voir également ouroboros. Ce mot est valable également pour les dragons.

### Sirène
Figure de fantaisie employée comme meuble de l'écu. La sirène (distincte de la mélusine) est formée pour le haut du corps d'une femme, pour le bas d'une queue de poisson. Elle tient de la dextre un miroir ovale, et de la sénestre un peigne. Elle est parfois représentée avec une double queue dont elle tient chacune des extrémités.
De gueules à la sirène d'argent (?), se regardant dans un miroir du même, posée sur une trangle ondée d'azur bordée aussi d'argent, accompagnée en chef à dextre d'une croisette d'or et à senestre d'une fleur de lys du même défaillante à senestre, Monsireigne.

### Soleil
Le soleil est normalement figuré, c’est-à-dire qu’il est orné d’un visage humain. Dans le cas contraire, on précise qu’il est non figuré, en le blasonnant tout simplement non figuré ou éteint. On trouve parfois ombre de soleil ce qui est fautif en tant que synonyme de non figuré, l'ombre de soleil, tout comme l'ombre d'autres meubles, est son dessin au trait, sans remplissage, donc en  transparence.
Il est représenté par un cercle parfait entouré de seize rayons, huit droits, huit ondoyants, posés alternativement ; son émail particulier est l'or. Il y en a cependant d'autres couleurs qui doivent donc être blasonnées, on le dit dans ce cas éclipsé. On appelle soleil levant celui qui est mouvant de l'angle dextre du chef ; soleil couchant, celui mouvant de l'angle senestre du chef.
D'azur, à un soleil d’or, maison d'Aymerich.

### Source
Source : chacune des fasces ondées d'une fontaine héraldique (parfois appelée fontaine anglaise). Le dessin ci-contre représente une fontaine héraldique de gueules remplie d'argent, traversée de 3 sources d'azur.
La fontaine anglaise classique est représentée par un besant-tourteau fascé-ondé de 6 pièces d'argent et d'azur.

## T

### Tau
Croix pattée en forme de tau grec (donc sans la branche supérieure), toujours alésée.
Synonyme : taf, croix, béquille de Saint-Antoine.
De gueules au tau d'or (Toul, Meurthe-et-Moselle).

### Taureau
- Voir bœuf.

### Terrasse
Sol, figuré dans l'écu, mouvant de la pointe. La terrasse diffère de la champagne par le fait que la ligne de division n'est pas rectiligne, ou par le fait qu'elle supporte des meubles (qui sont posés sur la terrasse)..

Lorsqu'elle n'est pas mouvante de la pointe, elle est dite « isolée ».

### Tertre
Terrasse de taille réduite.
De gueules au moulin à vent d'or, posé sur un tertre de sinople, accosté de deux clefs renversées et adossées d'argent, au chef cousu d'azur chargé de trois étoiles aussi d'argent (Mouilleron-en-Pareds).

### Tête

#### Tête d'animaux
Généralement de profil, regardant vers dextre, souvent représentée avec une grande partie du cou (on dit alors tête et col. Voir protomé). Si ce cou est limité par une section nette, la tête est dite coupée, sinon elle est dite arrachée.

De face la tête est dite « rencontre ».

#### Tête humaine
Généralement de profil (sinon se dit figure) regardant vers dextre
La tête de Maure est en principe de sable. La Sardaigne porte de même quatre têtes de Maures accompagnant une croix de gueules. De Morelet des Forges porte des têtes de Maures d'argent (armes parlantes : Maure-lait).
D’argent à une tête de Maure de sable, tortillée du champ, qui est de Corse.

### Tiercefeuille
Meuble en forme de fleur stylisée, à trois pétales égaux, ronds ou pointus, formant des angles à 120°, souvent défini comme un trèfle sans queue (ce qui est le cas en héraldique britannique). Toutefois, par analogie avec la quartefeuille et la quintefeuille, ce meuble est à tort, parfois percé en son centre d'un trou rond laissant voir le champ. Sa position par défaut est un pétale vers le chef, deux vers la pointe.
Ne doit pas être confondu avec la caillouse (cœur de lys).
D'azur à neuf tiercefeuilles d'or ordonnées 3, 3, 2 et 1 (Saint-Florent-sur-Cher, Cher).

### Tire
- Voir échiquier.

### Tonneau
Le tonneau est cerclé quand ses cercles sont d'un émail différent.

### Torse
- Voir buste.

### Tour
Voir bâtiment. La tour est représentée ordinairement ronde, parfois carrée, avec une porte, et une fenêtre. La tour est normalement crénelée de trois pièces, c’est-à-dire que son appareil de créneaux ne montre que trois merlons.
D'argent à la tour de gueules.
La tour peut être donjonnée quand la plate forme est surmontée d'une ou plusieurs petites tours accessoires. On parle de tour donjonnée ou de donjon.
D'azur à une tour d'or donjonnée de quatre pièces, maçonnée de sable, qui est de Gap.
La forme de la tour est l’expression simplifiée du château, dans les petites charges.
De France au lambel à trois pendants de gueules, chacun chargé de trois châteaux d’or, qui est d’Artois.

### Tourteau
Meuble en forme de disque, d'émail ou de fourrure, jamais de métal (les métaux sont utilisés par les besants pour une forme identique).
- Voir besant et tourteau.

Dans l'héraldique allemande, il apparaît parfois sous forme de boule (relief ombré).

### Trèfle
Le trèfle est formé de trois feuilles arrondies réunies à leur base. Une courte tige ondulée et pointue le distingue de la tiercefeuille.
D'or à une fasce de sable accompagnée de trois trèfles de sinople, qui est de Duprat.

### Trescheur
Le trescheur (ou trécheur) est une pièce constituée par un orle réduit en épaisseur. On rencontre surtout le double-trescheur (autrefois nommé essonier). Il peut être fleuronné ou fleurdelisé (orné de fleurons ou fleurs de lys du côté extérieur), et contre-fleuronné ou contre-fleurdelisé (orné de fleurons ou fleurs de lys du côté intérieur).
Le double-trescheur fleuronné contre-fleuronné apparaît notamment dans les armes d'Écosse.
D'or à un lion de gueules armé et lampassé d'azur, à un double-trescheur fleuronné contre-fleuronné du même, qui est d'Écosse.

### Triquètre
Trois jambes fléchies réunies en cœur par la hanche. Les jambes peuvent être nues (armes de Sicile), vêtues ou armées.
De gueules à la triquètre d'argent, genouillères et éperons d'or, qui est de l'île de Man.

### Tronc
Un tronc représenté sans branches est dit ébranché. Il est généralement arraché dans ce cas, c’est-à-dire représenté les racines nues.

## V

### Vache
- Voir bœuf.

### Vaisseau
- Voir navire.

### Vigne
D’argent au pampre de vigne de sinople, fruité de quatre grappes de pourpre (Vignot, Meuse).

### Vire
Meuble formé d'annelets concentriques.
D'azur à trois vires d'or (Virieu).

### Vivre
Ligne dentelée, ou en zigzag. On trouve aussi l'adjectif vivré.
De gueules au lion d'argent, armé, lampassé et couronné d'or, au chef d'argent chargé d'une vivre de sable (Préaulx).

### Vol
Nom donné à une paire d'ailes d'oiseau réunies à l'articulation, par défaut ouvert, le bout des ailes pointant vers le haut. Est dit abaissé dans le cas contraire. Une seule aile est dite demi-vol, qui par défaut est l'aile senestre. Dans le cas où c'est l'aile dextre, il faut le blasonner, de préférence par l'expression contourné.

D'azur à un vol d'argent (Janvier de La Motte).

## Z

### Zibeline
Variété rare de l’hermine, en principe de sable. Elle apparaît dans les armes de Sibérie.

## Aide pour réaliser un dessin
Pour dessiner un blason, voir l'article Projet:Blasons/Meubles